# Église du Sacré-Cœur de Saint-Pétersbourg
L'église du Sacré-Cœur est une église catholique de style néogothique située à Saint-Pétersbourg en Russie et dépendant de l'archidiocèse catholique de Moscou. Elle est consacrée au Sacré-Cœur de Jésus. Elle se trouve 57 rue Babouchkine.

## Historique

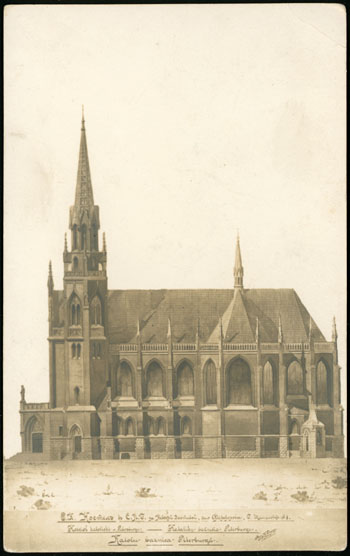
Dessin originel de l'église

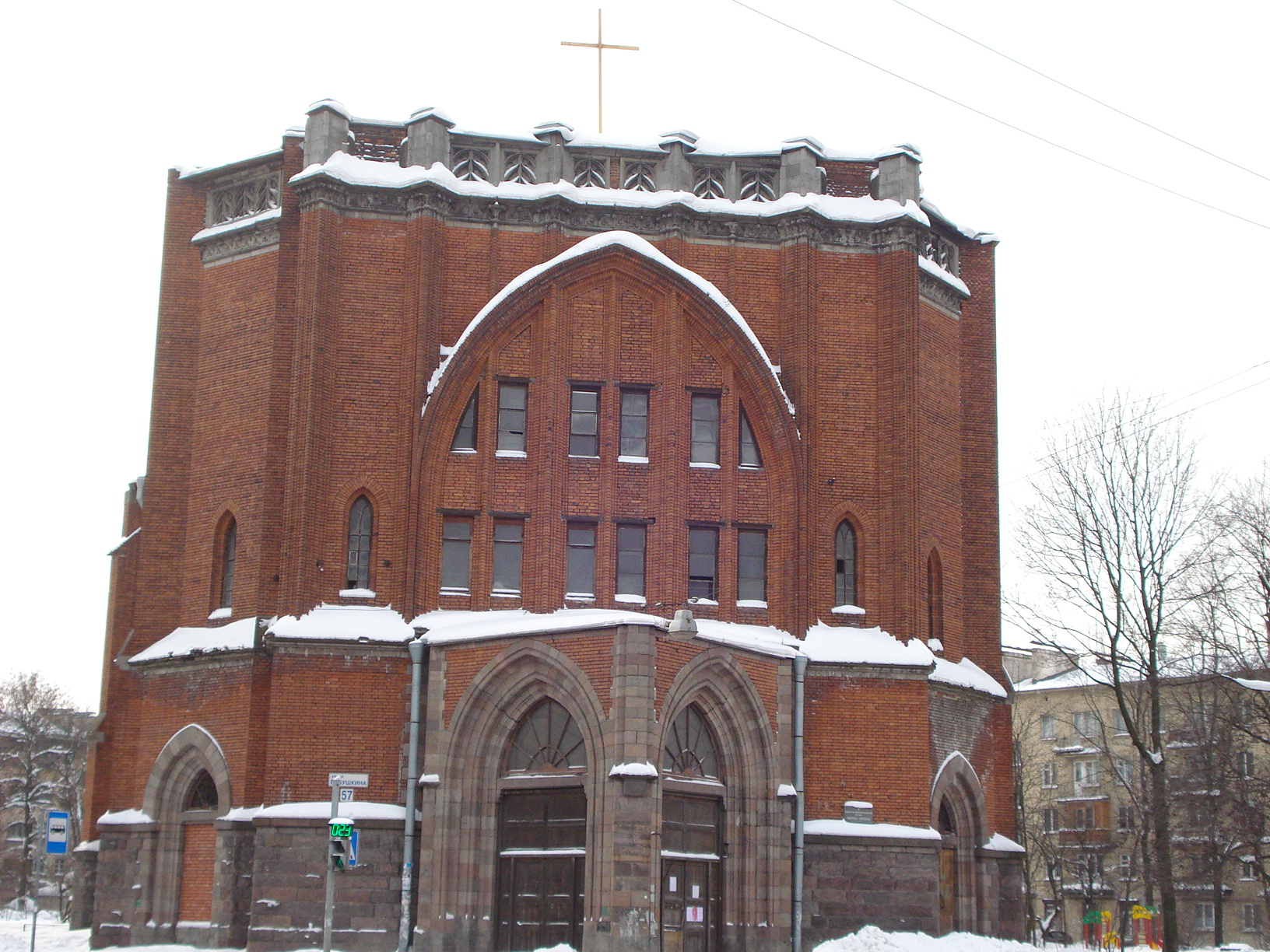
Façade de l'église en 2010

C'est en 1892 que plusieurs milliers de catholiques, surtout d'origine polonaise et habitant l'arrondissement ouvrier de la Néva à l'est de la capitale, demandent l'autorisation de faire construire une nouvelle église qu'ils obtiennent à l'automne 1905. Elle est officiellement vouée au Très-Saint-Cœur de Jésus. Entretemps, ils se réunissent dans une chapelle près de l'usine Oboukhov, filiale de l'église Sainte-Catherine. Un terrain est acquis le 18 novembre 1906 à l'angle de l'ancienne rue du Cimetière et du chemin de la fabrique de porcelaine. Les plans sont confiés à l'architecte Stefan Galenzovski et la première pierre est bénite le 8 septembre 1907, mais à cause de difficultés financières, les travaux principaux ne s'achèvent qu'en 1912 et le culte ne commence régulièrement qu'en 1914. L'église est consacrée en 1917 après la révolution de février. On ne peut y construire de clocher.
Un incendie, sans doute intentionnel, l'endommage gravement en juillet 1936 et l'église est fermée au culte le 23 mai 1937. L'édifice est attribué à un combinat et entièrement reconstruite à l'intérieur avec bureaux et logements sur quatre étages.
Après la chute de l'URSS et la fin du régime d'État athée, l'Église catholique en Russie, comme les autres confessions chrétiennes, peut de nouveau « fonctionner » normalement. Une paroisse se forme en 1993 à laquelle est attribuée une partie de l'édifice. La première messe est célébrée le 6 juin 1996. La paroisse obtient le droit de récupérer l'ensemble de l'édifice en 2003, mais le droit de construire un clocher selon les plans originels lui est refusé par la municipalité en 2009.
Des travaux de restauration commencent en 2011.

## Source
- (ru) Cet article est partiellement ou en totalité issu de l’article de Wikipédia en russe intitulé « Храм Святейшего Сердца Иисуса (Санкт-Петербург) » (voir la liste des auteurs).